# Jean-Arnaud Bruneau de Rivedoux
Jean-Arnaud Bruneau de Rivedoux (1550? - 16..) dit le chevalier Jean-Arnaud Bruneau (le vrai patronyme étant Arnaud), sieur de Rivedoux (localité de l'île de Ré), ou encore le capitaine Bruneau de Rivedoux, est l'auteur d'un recueil de récits sur les activités maritimes de la Saintonge : Histoire véritable de certains voyages périlleux et hasardeux sur la mer paru en 1599

## Biographie
Rivedoux est érigé en seigneurie en 1480 en faveur de messire Jean Ier Arnaud, écuyer. Son fils, Jean-Pierre Arnaud-Bruneau,  obtient, en 1562 le droit d'avoir un port dans sa seigneurie, port créé l'année suivante. 
Jean est son fils. Militaire, engagé volontaire à 19 ans au régiment de Navarre, sergent-major sous les ordres de Duplessis-Mornay, il commande une compagnie durant le siège de La Rochelle (1572-1573).  Il est élu capitaine général de l'île de Ré en 1589 et défend l'île contre les Anglais en 1593.
Le capitaine Bruneau de Rivedoux, n'a donc aucun titre maritime, étant militaire de l'armée de terre. C'est un huguenot de l'île de Ré. Son Histoire véritable... est publiée en 1599 par le libraire protestant Portau, à Niort.
En 1593 Jean Arnaud-Bruneau fait construire autour de son manoir les premières maisons de Rivedoux ainsi qu'un four banal. 
Il obtint, en 1595, d'ajouter à son domaine toute la pointe de Sablanceaux.
Un certain J. A. Bruneau de Rivedoux, présenté comme avocat,  est l'auteur d'un ouvrage sur les privilèges de l'Ile de Ré en  1617-1619.

## Œuvre
Bruneau de Rivedoux est l'auteur de l'Histoire véritable de certains voyages périlleux et hasardeux sur la mer, parue en 1599 chez l'imprimeur Thomas Portau à Niort.